# NGC 4329
NGC 4329 este o galaxie eliptică situată în constelația Corbul. A fost descoperită în 9 martie 1828 de către John Herschel. Se află la o distanță de 45,71 de megaparseci de Pământ.